# Los duendes de la camarilla
Los duendes de la camarilla es la tercera novela de la cuarta serie de los Episodios nacionales de Benito Pérez Galdós, escrita en Madrid, entre febrero y marzo de 1903, y publicada ese año. El título hace referencia al círculo de políticos y religiosos intrigantes cercano a la joven reina Isabel II, en busca de sus influencias, obsesiones y caprichos.
La acción histórica, en el marco de la Década Moderada arranca en noviembre de 1850 y trascurre, tras la caída del gobierno de Narváez en 1851, con el nuevo gobierno de Bravo Murillo, durante cuya presidencia al frente del Consejo de Ministros español se mejora la Ley de Donación de Culto y Clero (que en 1845 restituyó a la Iglesia católica los bienes desamortizados y no vendidos), y se firma el concordato por el que el Estado español reconocía a la Iglesia católica como la única de la nación española, así como sus derechos a poseer bienes. La novela se cierra con el intento de regicidio del clérigo Martín Merino y Gómez el 2 de febrero de 1852.
En este episodio, Galdós deja en un segundo plano a José García Fajardo, y el hilo narrativo del folletín galdosiano gira en torno a Lucila Ansúrez «Cigüela», alias La Celtíbera, rotundo personaje de clara significación simbólica, «el ideal simbólico de nuestra querida patria», encarnado en una mujer. Así la presenta su primer enamorado:

-¡Viva España, viva la Libertad! Todo esto va contigo, boba: la Reina eres tú; tú eres España, tú la Libertad...
Capítulo I, (Galdós, 1903)

 Una parábola literaria de la España matriarcal asediada en la trama que fabula el autor por las fuerzas reaccionarias, en forma de monja palaciega:

-Creo en el poder de la Madre -dijo Lucila-, creo también que sirve, pero no de balde. Si concede un favor a tal o cual persona, es a cambio de otro favor, o de que la adoren como a los santos. Nadie me lo cuenta, Domiciana; lo he probado por mí misma. Cuando empezó este martirio mío, no sabiendo a quien volverme, fui al convento a pedir protección. La Madre no quiso recibirme. Sor Catalina, que siempre fue conmigo muy cariñosa, me dijo que si quería protección para mí, o para persona que me interesara, debía pedirla de rodillas con todas las señales del arrepentimiento, renegando de mi libertad, dejándome encerrar y corregir con remuchísimo aquel de severidad... Buena cosa querían: cogerme, arrancarme el corazón que tengo, y ponerme otro de papel para que con él sintiera lo que ellas sienten: nada... la muerte... ¡Y por casa un sepulcro, y por ocupación el aburrimiento!... Esto no me conviene, esto no es para mí.
Capítulo VI, (Galdós, 1903)

En este contexto de siniestros personajes religiosos, también sobresale la envoltura novelesca de personajes reales como sor Patrocinio, asesora espiritual de la reina Isabel y su marido, y el cura liberal Martín Merino.
Los críticos han destacado la madurez de Galdós en esta novela, que a los sesenta años de edad construye el que Ortiz-Armengol considera «uno de los Episodios más densos y conseguidos (...) espléndida novela (...) donde se traban los símbolos y los caracteres para dar una obra maestra».
El pintor Emilio Sala hizo tres ilustraciones para la revista Blanco y Negro, publicadas el 11 de abril de 1903.